# Valle Lomellina
Valle Lomellina (La Vàl in dialetto lomellino) è un comune italiano di 2 197 abitanti della provincia di Pavia in Lombardia. Si trova nella Lomellina centrale ed è ricco di attività agricole ed industriali.

## Storia
Il primo nucleo che dà origine al comune di Valle Lomellina risale al periodo pre-romano; l'area era infatti occupata da piccoli villaggi risalenti all'età del bronzo.
Con l'invasione gallica del IV secolo a.C. gli insediamenti in Lomellina aumentano, favoriti dalla ricchezza d'acqua della zona.
L'arrivo dei Romani portò alla costruzione di una strada che partendo da Ticinum (Pavia) raggiungeva le Gallie attraversando la Lomellina e il centro vallese. In quel periodo vennero altresì costruite molte ville che portarono alla bonifica di terre per uso agricolo e che costituirono il primo tassello della futura economia agricola del paese.
La caduta dell'Impero Romano e l'arrivo dei barbari creò un periodò di instabilità economica e sociale che terminerà con l'insediamento dei Longobardi nel territorio vallese: a prova di ciò bisogna ricordarsi che il patrono di Valle, san Michele arcangelo, era altresì il protettore dei Longobardi.
Il nome Valle potrebbe derivare dal latino vallum che significa fortezza, arroccamento; in effetti la Lomellina dell'epoca romana era caratterizzata da piccole colline e dossi comprese tra zone paludose. Nell'elenco delle terre del contado di Pavia del XIII secolo, il centro è citato con il nome di "Valide". Nel '400 divenne signoria dei Beccaria di Pavia (ramo di Arena Po), sostituiti poi dal ministro ducale degli Sforza, Cicco Simonetta, nel 1470 (egli era qui infeudato anche di Sartirana e Castelnovetto). Dopo la sua morte il feudo fu incamerato, e fu venduto a un Tasino di Ferrara. Durante l'occupazione francese (1499) viene ceduto al cardinale d'Amboise, che lo vende al ministro Bergonzo Botta; i suoi figli lo cedono nel 1527, giunge poi a un ramo dei Visconti estinto nel 1564 con la morte di Luigi (fin qui il feudo condivise le sorti di Castelnovetto). Il feudo, incamerato, nel 1574 fu acquistato da Giovanni Agostino Litta, marchese di Gambolò e primo Conte di Valle. Il feudo di Valle rimase ai marchesi Litta di Gambolò fino all'abolizione del feudalesimo (1797). Nel 1707 Valle, con tutta la Lomellina, fu inclusa nei domini di Casa Savoia, seguendone le sorti fino all'unità d'Italia, fatta salvo il periodo napoleonico tra il 1796 e il 1815. Nel 1859 entrò a far parte della provincia di Pavia e di conseguenza della Lombardia, dividendosi definitivamente dal Piemonte.

Verso la fine dell'800 molti vallesi emigrano in Argentina a causa della crisi agricola. Nel '900 Valle è coinvolta nelle lotte contadine che scoppiano in tutta la Lomellina. La guerra intanto comportò la perdita di 50 vallesi. Nel ventennio fascista nascono le due riserie, la Curti e la Società Italiana. La Seconda guerra mondiale non tocca direttamente Valle, che diviene invece un rifugio per molti sfollati Milanesi.
 Il dopoguerra vede un progressivo abbandono delle campagne ed un aumento dei pendolari verso le industrie orafe di Valenza ed i calzaturifici di Vigevano.

### Simboli
Lo stemma e il gonfalone sono stati concessi con DPR del 28 ottobre 1982.

## Monumenti e luoghi d'interesse

### Architetture religiose

#### Chiesa di San Michele Arcangelo
La chiesa parrocchiale di San Michele Arcangelo, costruita nel '600, è caratterizzata da un'unica navata la cui volta è completamente affrescata. L'altare maggiore è abbellito con marmi e pietre di pregevole valore. La chiesa conserva al suo interno la statua del Cristo morto racchiusa in una magnifica urna. Il coro in fondo alla navata è in legno di noce finemente intagliato e risale al XVI secolo.

#### Santuario della Madonna di Casaletto
Fuori paese, nella strada che conduce a Semiana e Lomello, è situato il santuario della Madonna di Casaletto, risalente al XVI secolo. Il Santuario è meta ogni anno, soprattutto nel periodo primaverile, di pellegrini che provengono da tutta la Lomellina. Il santuario ha ospitato un convento fino al secolo scorso, oggi ormai abbandonato.

#### Chiesa di Santa Maria del Castello
Questa chiesa è posta nella vicinanze del castello ed è l'edificio più antico del paese. Recentemente sono stati ritrovati degli affreschi del '400 riferiti alla tradizione pittorica lombarda.

#### Chiesa di San Rocco e San Sebastiano
Nella piazza principale del paese, a pochi passi dalla chiesa parrocchiale, si erge la chiesa di San Rocco e San Sebastiano, a forma rettangolare, innalzata nel 1469.

### Architetture civili

#### Castello
Il castello medievale fu una delle roccaforti più importanti della Lomellina e costituiva, insieme ai castelli di Sartirana Lomellina, Frascarolo e Lomello, la cintura difensiva della parte sud occidentale del Ducato di Milano.
L'edificio, costruito nel XIV secolo, si erge al centro del paese ed è caratterizzato da un impianto a semicerchio con loggiati e finestre ad archi acuti.

#### Monumento ai caduti
Il monumento dedicato a tutti i caduti vallesi nelle due Guerre Mondiali è costituito da un altare in stile neoclassico con sei colonne doriche che sostengono una piccola cupola; sull'altare è posto un braciere in ricordo delle vittime.
Il monumento trae ispirazione dal Mausoleo di Teodorico a Ravenna ed è molto simile al Monumento ai caduti di Ancona costruito, come il monumento vallese, in epoca fascista.

#### Municipio
Il municipio è uno dei più belli esempi di architettura littoria della Lombardia.
L'edificio è stato costruito negli anni '20 e da allora ospita gli uffici comunali e la polizia locale. La parte centrale e le parti laterali della facciata sono in mattoni a vista. Al centro, sempre della facciata, è presente un balcone in travertino sormontato dalla scritta in caratteri latini "MVNICIPIO".

## Società

### Evoluzione demografica
Abitanti censiti

## Cultura

### Cucina

#### Sagra della lumaca e del riso Lomellino
A Valle Lomellina ogni primo fine settimana di Settembre
si svolge il tradizionale appuntamento gastronomico 
dove sarà possibile consumare lumache e riso, prodotti tipici del territorio e cucinati in ogni modo possibile.

## Economia
L'economia del paese si basa sulla coltivazione e raffinazione del riso.
Sono presenti due importanti riserie: la Curtiriso (gruppo Euricom) e la Gariboldi (gruppo Colussi) che producono riso non solo per il mercato italiano ma anche per il mercato straniero.

## Infrastrutture e trasporti

### Strade
La strada statale 494 Vigevanese collega Valle Lomellina alle città principali delle vicinanze.

### Ferrovie
Valle Lomellina è attraversata dalla linea Alessandria–Novara–Arona e Alessandria-Mortara-Milano Porta Genova ed è munita di una stazione propria.

### Mobilità urbana
Il paese è servito da due autolinee, entrambe operate dalle Autoguidovie: la linea Mede-Mortara e la linea Mede-Casale Monferrato.

## Amministrazione
| Periodo | Periodo   | Primo cittadino        | Partito                    | Carica  | Note |
| ------- | --------- | ---------------------- | -------------------------- | ------- | ---- |
| 1993    | 2002      | Giacomo Crosta         | Lega Nord                  | Sindaco |      |
| 2002    | 2007      | Paolo Ardizzone        | lista civica               | Sindaco |      |
| 2007    | 2022      | Pier Roberto Carabelli | Lista civica               | Sindaco |      |
| 2022    | in carica | Roberto Bertassi       | Valle Riparte Lista civica | Sindaco |      |

## Sport
Nel centro abitato sono presenti tre entità sportive.
Il Tennis Club Valle Lomellina dove oltre a disputare partite di tennis si svolgono anche tornei.
Il Gruppo Lenza Vallese società fondata sulla Pesca ed infine la scherma con il Circolo della Spada "Molinari.